# Thor Hushovd

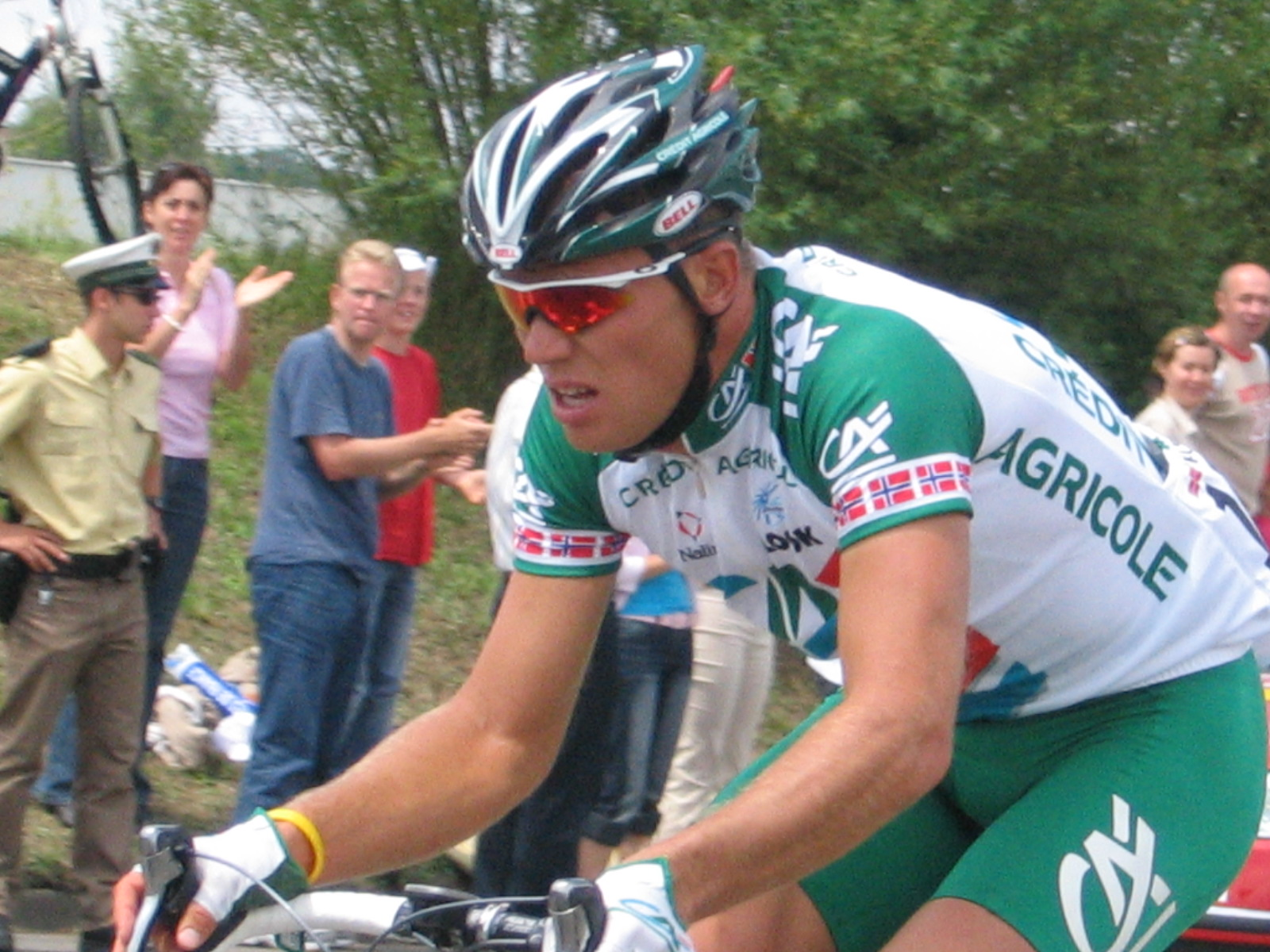
Thor Hushovd.

Thor Hushovd (Grimstad, 18 de janeiro de 1978) é um ciclista profissional norueguês desde  2000. Foi o primeiro norueguês a vestir a camiseta amarela da Volta da França. Já venceu três etapas da Volta da França e uma da Volta da Espanha.
Vencedor do 77º Campeonato Mundial de Estrada UCI 2010, que aconteceu em Geelong e Melbourne , Austrália, durante 5 dias, de 29 de setembro a 3 de outubro de 2010, o que lhe permitiu vestir a camisa de Campeão do Mundo de Ciclismo até o próximo torneio de 2011.